# Fino (fiume)
Il fiume Fino nasce sul Gran Sasso, dal versante nordorientale del monte Tremoggia (m. 2.331), a 1.200 metri s.l.m., e scorre tortuosamente in direzione W-E, SW-NE, perpendicolarmente alla costa e trasversalmente rispetto alla dorsale montuosa, profondamente incassato in valli e forre.
La sorgente del Fino ha una portata modesta come pure i suoi affluenti che però sono numerosi, soprattutto sul lato sinistro dal quale arrivano il Rio, il Cerchiola, il Colle Marino, i fossi di Santa Margherita, di Montefino, Gardito, della Fonte, Trufolone, Mantini, Odio, Cipresso e di Sant'Egidio; da destra confluiscono i torrenti del Fossato, del Fossetto di Pretonico, di Valle Cupa ed il Baricello.
L'affluente principale è il torrente Cerchiola, che nasce sul Gran Sasso fra il monte Addenza (m. 751) e il Colle Corneto (m. 967), confluisce da sinistra nel Fino dopo un corso di circa 11 chilometri nei pressi di Bivio Castelli, poco prima di Bisenti, a 39 km da Teramo.
Nel primo tratto il Fino attraversa il territorio della Comunità Montana del Vomano, Fino e Piomba, a vocazione agricola, nei comuni di Arsita, Bisenti, Castiglione Messer Raimondo, Montefino e Castilenti; 
a circa 25 chilometri dalla sorgente lascia la provincia di Teramo ed entra in quella di Pescara.
Gli scarichi provenienti da Bisenti, Montefino, Castiglione Messer Raimondo e Castilenti inquinano le sue acque e prelievi di ghiaia e spianamenti abusivi del greto deturpano molti tratti del suo corso.
Nella Provincia di Pescara scorre per circa 15 chilometri, lambisce Elice, Città Sant'Angelo, Penne, Picciano e Collecorvino, ed arriva alla località Congiunti, dove confluisce nel fiume Tavo con il quale forma il fiume Saline.
Può diventare assai impetuoso in primavera ed autunno, in concomitanza con le piogge, invece d'estate la sua portata si riduce fino a lasciare in secca molti tratti e le acque mostrano chiari segni di eutrofizzazione.
La pendenza del Fino varia inizialmente dal 3% al 9%, nella parte che scorre tra i monti, e poi dal 1% al 3%; la portata media giornaliera è di 2,38 metri cubi al secondo, rilevata a Castiglione Messer Raimondo per un quinquennio.